# هوداسپورت (واشینگتن)
هوداسپورت (به انگلیسی: Hoodsport) یک منطقهٔ مسکونی در ایالات متحده آمریکا است که در واشینگتن واقع شده‌است. هوداسپورت ۳۷۶ نفر جمعیت دارد.